# Abborratjärnen (Bredareds socken, Västergötland)
Abborratjärnen är en sjö i Borås kommun i Västergötland och ingår i Göta älvs huvudavrinningsområde.